# Shivshankar Menon

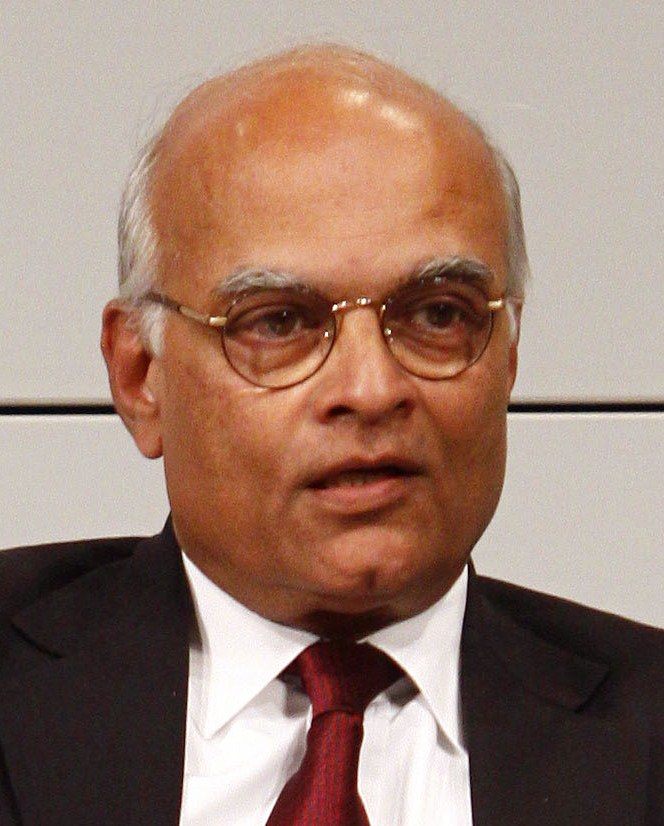
Shivshankar Menon (2011)

Shivshankar Menon (* 5. Juli 1949 in Ottapalam) ist ein indischer Politiker.
Er ist ehemaliger Staatssekretär im Außenministerium und seit 2010 Nationaler Sicherheitsberater von Premierminister Manmohan Singh.